# Halucinacija
Halucinacija je senzorično doživetje brez zunanjih stimulansov, za razliko od iluzije, ki je napačna interpretacija zunanjih stimulansov. Halucinacije se lahko pojavljajo na področju vidnih, slušnih, okuševalnih, vohalnih in otipnih zaznav, ali pa kot moten občutek za ravnotežje in prostorsko dojemanje. Po drugi razlagi je halucinacija podzavest, ki nagovarja osebo preko nekoga, ki mu je vzor (podobno kot sodobno iskanje videnja).